# Peros Banhos

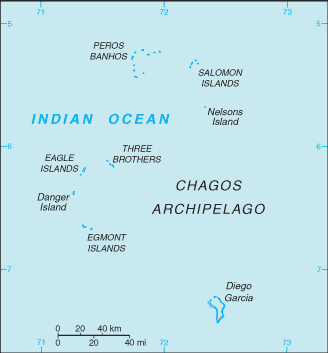
Localização no arquipélago de Chagos

Peros Banhos, Pedro dos Banhos ou Baixos de Pêro dos Banhos em mapas antigos, é um atol anteriormente habitado no Arquipélago de Chagos, no Território Britânico do Oceano Índico. A Île Yeye, localizada no canto nordeste do atol, é a ilha do Arquipélago de Chagos que está mais próxima das Maldivas.
Agrupa 35 ilhas principais e muitos pequenos ilhéus. É formado por um recife de coral quase circular. Foi descoberto por  Afonso de Albuquerque em 1513, sendo lugar de um trágico naufrágio relatado na História Trágico-Marítima.
Em fevereiro de 2022, a Maurícia, que disputa a soberania das ilhas, hasteou a sua bandeira, desafiando a soberania britânica no arquipélago.

## Lista de ilhas
- Ilha do Canto
- Ilha Longa
- Grande Irmã
- Pequena Irmã
- Ilhas Moresby
- Grande Ilha Coquillage
- Pequena Ilha Coquillage
- Coin de Mire
- Ilha de la Passe
- Ilha Manon
- Ilha Manoel
- Ilha Pierre
- Ilha Diamante
- Ilha Galinha
- Ilha Fouquet
- Ilha Vaca Marinha
- Ilha Yeye
- Grande Ilha dos Mangais
- Pequena Ilha dos Mangais